# 405
El 405 (CDV) fou un any comú començat en diumenge del calendari julià.

## Esdeveniments
- Els ostrogots envaeixen Itàlia amb Radagais al capdavant.[1]
- Invenció de l'alfabet armeni (data tradicional).[2]
- Es completa la versió Vulgata de la Bíblia.[3]